# Università Victoria di Wellington
L'Università Victoria di Wellington (VUW, in inglese Victoria University of Wellington, in māori Te Herenga Waka) è un'università pubblica situata a Wellington, in Nuova Zelanda.
Fu fondata nel 1897 con il nome Victoria College tramite una legge del Parlamento della Nuova Zelanda, e così chiamata in onore della regina Vittoria d'Inghilterra, che nel 1896 celebrò il 60º anno di regno. Fino al 1961 faceva parte dell'Università della Nuova Zelanda e attribuiva i titoli accademici con il nome di tale università.
La VUW è particolarmente nota per i suoi corsi di legge, discipline umanistiche e scienze naturali, ma offre un'ampia gamma di altri corsi accademici. L'iscrizione al primo anno di tutti i corsi è libera, ma per alcuni corsi (tra cui architettura, legge, criminologia e letteratura) l'iscrizione al secondo anno è condizionata ai risultati ottenuti nel primo anno.
Nel 2012 l'università, in base agli standard del New Zealand Government's Performance-Based Research Fund, ha ottenuto la più alta valutazione per la qualità e i risultati dei programmi di ricerca.

## Campus
La VUW è suddivisa nei seguenti campus:
- Kelburn Campus: è il campus principale, situato a Kelburn, un sobborgo di Wellington su una collina a fianco del distretto commerciale della città. Ospita gli uffici amministrativi e le facoltà umanistiche e di scienze naturali.
- Pipitea Campus: si trova nelle vicinanze del Parlamento neozelandese, e ospita le facoltà di legge e di economia.
- Te Aro Campus: ospita le facoltà di architettura e di design.
- Karori Campus: ospita la facoltà di scienze dell'educazione.

Recentemente si è aggiunto il "Victoria University Coastal Ecology Laboratory" (VUCEL), che conduce programmi di ricerca di biologia marina ed ecologia costiera: è situato lungo la costa meridionale di Wellington, circa otto chilometri a sud del campus principale.

## Facoltà e scuole
L'università è suddivisa nelle seguenti facolta e scuole:
- Faculty of Architecture and Design[4]
- Victoria Business School[5]
- Faculty of Education
- Faculty of Engineering[6]
- Faculty of Graduate Research[7]
- Faculty of Humanities and Social Sciences[8]
- Faculty of Law[9] ospitata nello storico antico edificio del Governo
- Faculty of Science[10]

L'università ha istituito il Toihuarewa Forum, la cui funzione è di tutelare, in ottemperanza al trattato di Waitangi, gli interessi accademici degli studenti ed insegnanti di etnia Maori.